# Тихонов, Александр Николаевич (писатель)
Алекса́ндр Никола́евич Ти́хонов (псевдоним Серебро́в; 20 октября (1 ноября) 1880, Верхнесергинский завод — 27 августа 1956, Москва) — русский советский писатель, один из основателей издательства «Всемирная литература».

## Биография
Окончил Екатеринбургское реальное училище. Поступил в Санкт-Петербургский технологический институт, но в 1898 году за участие в студенческом движении исключен из него, арестован и выслан на родину.
В 1903 году познакомился с Максимом Горьким. Начал печататься в 1905 году.
В 1908 году окончил Петербургский горный институт, работал инженером-геологом на Урале и в Сибири.
В 1912—1913 годах был редактором отдела беллетристики в большевистских газетах «Звезда» и «Правда». Участвовал во многих издательских начинаниях Максима Горького: вместе с ним организовал отдел беллетристики в большевистском журнале «Просвещение», редактировал первый (1914) и второй (1917) «Сборники пролетарских писателей». В 1915—1917 годах был редактором журнала «Летопись» издательства «Парус», в 1917—1918 годах — газеты «Новая жизнь».
После Октябрьской революции, в 1918—1924 годах, заведовал издательством «Всемирная литература», был редактором журналов «Восток», «Русский современник», «Современный Запад». В дальнейшем руководил издательством артели русских писателей «Круг», издательством «Федерация», в 1930—1936 годах был главным редактором издательства «Academia», редактировал серии «История фабрик и заводов», «Жизнь замечательных людей», «Исторические романы». В годы Великой Отечественной войны был редактором издательства «Советский писатель».
Скончался 27 августа 1956 года в Москве. Похоронен на Новодевичьем кладбище (2-й участок).

### Семья
- Жена — Варвара Васильевна Шайкевич, секретарь Максима Горького.
  - Дочь — Нина Александровна Тихонова, балерина. Считается внебрачной дочерью Максима Горького[5].